# Lijst van voetbalinterlands Letland - Slowakije
Deze lijst van voetbalinterlands is een overzicht van alle officiële voetbalwedstrijden tussen de nationale teams van Letland en Slowakije. De landen speelden tot op heden zes keer tegen elkaar, te beginnen met een vriendschappelijke wedstrijd in Paphos (Cyprus) op 4 februari 2000. Het laatste duel, eveneens een vriendschappelijke wedstrijd, vond plaats op 25 maart 2016 in Trnava.

## Wedstrijden
| № | Plaats     | Datum            | Competitie           | Wedstrijd           | Uitslag |
| - | ---------- | ---------------- | -------------------- | ------------------- | ------- |
| 1 | Paphos     | 4 februari 2000  | Vriendschappelijk    | Slowakije – Letland | 3 – 1   |
| 2 | Bratislava | 9 oktober 2004   | WK 2006 kwalificatie | Slowakije – Letland | 4 – 1   |
| 3 | Riga       | 7 september 2005 | WK 2006 kwalificatie | Letland – Slowakije | 1 – 1   |
| 4 | Bratislava | 12 oktober 2012  | WK 2014 kwalificatie | Slowakije − Letland | 2 − 1   |
| 5 | Riga       | 15 oktober 2013  | WK 2014 kwalificatie | Letland − Slowakije | 2 − 2   |
| 6 | Trnava     | 25 maart 2016    | Vriendschappelijk    | Slowakije – Letland | 0 – 0   |

## Samenvatting
| Competitie        | Totaal gespeeld | Winst Letland | Gelijk | Winst Slowakije | Doelsaldo Letland – Slowakije |
| ----------------- | --------------- | ------------- | ------ | --------------- | ----------------------------- |
| WK-kwalificatie   | 4               | 0             | 2      | 2               | 5 − 8                         |
| Vriendschappelijk | 2               | 0             | 1      | 1               | 1 − 3                         |
| Totaal            | 6               | 0             | 3      | 3               | 6 − 12                        |

## Details

### Vijfde ontmoeting
| WK 2014 kwalificatie (Riga, Letland, 15 oktober 2013): |              | |
| Letland | 2 – 2        | Slowakije |
| Valerijs Šabala 47' Renārs Rode 90+2' | goals        | 9' Martin Jakubko 16' Kornel Saláta |
| Marian Pahars | bondscoach   | Ján Kozák |
| Aleksandrs Koļinko Vitālijs Maksimenko Renārs Rode Nauris Bulvītis Kaspars Gorkšs Artis Lazdiņš Valerijs Šabala Aleksandrs Fertovs Andrejs Kovaļovs Eduards Višņakovs 85' Juris Laizāns 53' | opstellingen | Matúš Kozáčik Peter Pekarík Ján Ďurica Dušan Švento 62' Stanislav Šesták Tomáš Kóňa 56' Martin Jakubko Erik Jendrišek 86' Juraj Kucka Michal Ďuriš Kornel Saláta |
| Artūrs Zjuzins 53' Māris Verpakovskis 85' | wissels      | 56' Marek Bakoš 62' Karim Guédé 86' Viktor Pečovský |
| Valerijs Šabala 45+3' Eduards Višņakovs 74' Artis Lazdiņš 83' | gele kaarten | 83' Juraj Kucka |

LFF · A-internationals · Bondscoaches · Statistieken · Lets vrouwenelftal · Olympisch elftal · Letland U21 · Letland U20 · Letland U19 · Letland U18 · Letland U17 · Letland U16
1922 – 1929 ·
1930 – 1940 ·
1950 – 1989 · 
1990 – 1999 ·
2000 – 2009 ·
2010 – 2019 ·
2020 – 2029
EK 1996 · 
EK 2000 · 
EK 2004 · 
EK 2008 · 
EK 2012
WK 1994 · 
WK 1998 · 
WK 2002 · 
WK 2006 · 
WK 2010 · 
WK 2014
OS 1924
1922 · 
1923 · 
1924 · 
1925 · 
1926 · 
1927 · 
1928 · 
1929 · 
1930 · 
1931 · 
1932 · 
1933 · 
1934 · 
1935 · 
1936 · 
1937 · 
1938 · 
1939 · 
1940 · 
1941 · 
1942 · 
1943 · 1944 · 
1945 · 
1946 · 
1947 · 
1948 · 
1949 · 
1950 – 1990 · 
1991 · 
1992 · 
1993 · 
1994 · 
1995 · 
1996 · 
1997 · 
1998 · 
1999 · 
2000 · 
2001 · 
2002 · 
2003 · 
2004 · 
2005 · 
2006 · 
2007 · 
2008 · 
2009 · 
2010 · 
2011 · 
2012 · 
2013 · 
2014 · 
2015 · 
2016 · 
2017 ·
2018 ·
2019 ·
2020 ·
2021 ·
2022
Albanië ·
Andorra ·
Angola ·
Armenië ·
Azerbeidzjan ·
Bahrein ·
België ·
Bolivia ·
Bosnië en Herzegovina ·
Brazilië ·
Bulgarije ·
China ·
Cyprus ·
Denemarken ·
Duitsland ·
Engeland ·
Estland ·
Faeröer · 
Finland ·
Frankrijk ·
Georgië ·
Ghana ·
Gibraltar ·
Griekenland ·
Honduras ·
Hongarije ·
Ierland ·
IJsland ·
Israël ·
Japan ·
Kazachstan ·
Koeweit ·
Kosovo ·
Kroatië ·
Liechtenstein ·
Litouwen ·
Luxemburg ·
Malta ·
Moldavië ·
Montenegro ·
Nederland ·
Noord-Ierland ·
Noord-Korea ·
Noord-Macedonië ·
Noorwegen ·
Oekraïne ·
Oezbekistan · 
Oman ·
Oostenrijk ·
Polen ·
Portugal ·
Qatar ·
Roemenië · 
Rusland ·
San Marino ·
Saoedi-Arabië ·
Schotland ·
Slovenië ·
Slowakije ·
Spanje ·
Thailand ·
Tsjechië ·
Tunesië ·
Turkije ·
Verenigde Staten ·
Wales ·
Wit-Rusland ·
Zuid-Korea ·
Zweden ·
Zwitserland
SFZ · A-internationals · Bondscoaches · Statistieken · Slowaaks vrouwenelftal · Olympisch elftal · Slowakije U21 · Slowakije U20 · Slowakije U19 · Slowakije U18 · Slowakije U17 · Slowakije U16
1939 – 1944 · 1992 – 1999 · 2000 – 2009 · 2010 – 2019 · 2020 − 2029
EK's: 2016 · 2020 · 2024
WK's: 2010
OS: 2000
1939 · 1940 · 1941 · 1942 · 1943 · 1944 · 1945–1991 · 1992 · 1993 · 1994 · 1995 · 1996 · 1997 · 1998 · 1999 · 2000 · 2001 · 2002 · 2003 · 2004 · 2005 · 2006 · 2007 · 2008 · 2009 · 2010 · 2011 · 2012 · 2013 · 2014 · 2015 · 2016 · 2017 · 2018 · 2019 · 2020 · 2021
Algerije · 
Andorra · 
Argentinië ·
Armenië · 
Australië · 
Azerbeidzjan · 
België · 
Bolivia · 
Bosnië en Herzegovina · 
Brazilië · 
Bulgarije · 
Chili · 
Colombia · 
Costa Rica · 
Cyprus · 
Denemarken · 
Duitsland · 
Egypte · 
Engeland · 
Estland · 
Faeröer · 
 Finland · 
Frankrijk · 
Georgië · 
Gibraltar · 
Griekenland · 
Guatemala · 
Hongarije · 
Ierland · 
IJsland · 
Iran · 
Israël · 
Italië · 
Japan · 
Joegoslavië · 
Jordanië · 
Kameroen · 
Kazachstan ·
Koeweit ·
Kroatië · 
Letland · 
Libanon ·
Liechtenstein · 
Litouwen ·
Luxemburg · 
Malta · 
Marokko · 
Mexico ·
Moldavië · 
Montenegro ·
Nederland · 
Nieuw-Zeeland · 
Noord-Ierland ·
Noord-Macedonië ·
Noorwegen ·
Oeganda · 
Oekraïne · 
Oezbekistan · 
Oostenrijk · 
Paraguay · 
Peru · 
Polen · 
Portugal · 
Roemenië · 
Rusland · 
San Marino · 
Saoedi-Arabië · 
Schotland · 
Servië en Montenegro ·
Slovenië · 
Spanje · 
Thailand · 
Tsjechië · 
Turkije · 
Verenigde Arabische Emiraten · 
Verenigde Staten · 
Wales · 
Wit-Rusland · 
Zuid-Korea · 
Zweden · 
Zwitserland
Engeland (2016) ·
Nieuw-Zeeland (2010) · 
Polen (2021) · 
Rusland (2016) · 
Spanje (2021) · 
Wales (2016) · 
Zweden (2021)